# 平行高
平 行高（たいら の ゆきたか、永仁4年（1296年） - 没年不詳）は、鎌倉時代から建武の新政期にかけての公家。桓武平氏高棟王流、右少弁・平仲高の子。祖父の権中納言・平仲兼の養子。官位は従三位・左大弁。

## 経歴
永仁7年（1299年）従五位下に叙爵。徳治2年（1307年）右兵衛権佐に任ぜられると、のち衛門権佐（検非違使佐）と武官を歴任し、徳治3年（1308年）従五位上、延慶2年（1309年）正五位下と昇進した。また、正和4年（1315年）持明院統の花園天皇の五位蔵人に補せられている。
文保2年（1318年）3月に大覚寺統の後醍醐天皇が即位するも引き続き五位蔵人を務める。同年6月に左大臣・近衛経平が没したために、出仕できなくなり一旦辞職するが、翌元応元年（1319年）9月に五位蔵人に復す。元応2年（1320年）左少弁に任官すると、同年中に従四位下・権右中弁、元応3年（1321年）従四位上・右中弁、元亨4年（1324年）正四位下・右大弁と弁官を務めながら順調に昇進した。正中2年（1325年）右大弁を辞任して散位となる。元徳2年（1330年）従三位に叙せられ公卿に列した。
元弘元年（1331年）元弘の変により後醍醐天皇が廃され、持明院統の光厳天皇が即位すると、翌元弘2年（1332年）行高は正三位・左大弁に叙任される。しかし、翌正慶2年（1333年）後醍醐天皇が復位して建武の新政を開始すると光厳朝の叙任は取り消されたため、行高は従三位に戻され左大弁も止められた。
建武3年/延元元年（1336年）5月の建武の乱のさなかに出家した。

## 官歴
『公卿補任』による。
- 永仁7年（1299年） 正月5日：従五位下（臨時）
- 徳治2年（1307年） 9月17日：右兵衛権佐
- 徳治3年（1308年） 9月17日：従五位上
- 延慶2年（1309年） 3月23日：正五位下
- 延慶4年（1311年） 2月3日：勘解由次官、去権佐
- 正和元年（1312年） 10月12日：右衛門権佐、検非違使宣旨、止次官。12月19日：復任（父仲兼）
- 正和4年（1315年） 2月21日：左衛門権佐。3月24日：防鴨河使。5月18日：勘解由次官、五位蔵人、止権佐
- 文保2年（1318年） 日付不詳：止蔵人（依代始也）。3月26日：蔵人次官如元（受禅）。3月29日：兵部権大輔、去次官。6月28日：辞職、不及出仕（依左府御事也）
- 元応元年（1319年） 9月20日：兵部権少輔、五位蔵人
- 元応2年（1320年） 3月24日：左少弁兼中宮大進（中宮・西園寺禧子）、止蔵人。4月12日：従四位下。9月5日：権右中弁
- 元応3年（1321年） 正月5日：従四位上。4月6日：右中弁。6月6日：修理右宮城使
- 元亨2年（1322年） 正月9日：記録所寄人[1]。正月26日：兼備中介[1]
- 元亨4年（1324年） 2月17日：復任（父）。4月17日：正四位下。4月27日：左中弁。5月26日：修理左宮城使[1]。10月29日：右大弁
- 正中2年（1325年） 12月18日：辞右大弁[1]
- 元徳2年（1330年） 3月22日：従三位
- 元弘2年（1332年） 正月7日：正三位。10月21日：左大弁
- 正慶2年（1333年） 5月17日：詔止弁復従三位
- 建武3年/延元元年（1336年） 5月：出家

## 系譜
『系図纂要』による。
- 父：平仲高
- 母：不詳
- 生母不詳の子女
  - 長男：安居院行兼（1316-1352）
  - 次男：西洞院行時（1324-1369）